# 84902 Porrentruy
84902 Porrentruy este un asteroid din centura principală de asteroizi.

## Descriere
84902 Porrentruy este un asteroid din centura principală de asteroizi. A fost descoperit pe 17 octombrie 2003 la Vicques de Michel Ory. Asteroidul prezintă o orbită caracterizată de o semiaxă mare de 3,12 ua, o excentricitate de 0,17 și o înclinație de 1,3° în raport cu ecliptica.